# Steve Bauer
Steve Bauer (St. Catharines, Ontario, 12 de junio de 1959) es un exciclista canadiense que fue profesional entre 1984 y 1996.
Tuvo buenas actuaciones en el Tour de Francia, llegando a ser 4.º en 1988 y 10.º en 1985. También ganó una etapa y llevó el maillot amarillo durante quince días.
Fue 2.º en la meta del Campeonato del Mundo de 1988, pero fue descalificado por irregularidades en el esprint.
Desde 2021 es director deportivo del equipo Astana-Premier Tech.

## Palmarés
| 1981 - Campeonato de Canadá en Ruta - 2 etapas de la Coors Classic 1982 - 2.º en los Juegos de la Mancomunidad de 1982, prueba en ruta - Campeonato de Canadá en Ruta 1983 - Campeonato de Canadá en Ruta 1984 - 1 etapa del Giro de las Regiones - 3.º en el Campeonato Mundial en Ruta - 2.º en los Juegos Olímpicos en Ruta 1985 - Gran Premio d'Aix-en-Provence - 3 etapas de la Coors Classic - 1 etapa de la Ruta del Sur 1986 - 1 etapa del Tour de Irlanda 1987 - 1 etapa del Critérium Internacional | 1988 - 1 etapa de la Estrella de Bessèges - Trofeo Pantalica - Tour de l'Oise, más 1 etapa - 1 etapa de la Dauphiné Libéré - 1 etapa de la Vuelta a Suiza - 1 etapa del Tour de Francia - GP de las Américas 1989 - 1 etapa de la Dauphiné Libéré - Campeonato de Zúrich 1991 - 2 etapas del Tour DuPont 1992 - 1 etapa de la Vuelta a Galicia 1994 - 1 etapa del Tour DuPont 1996 - 1 etapa de la Vuelta a la Baja Sajonia - 2 etapas de la Vuelta a Renania-Palatinado |

## Resultados en Grandes Vueltas y Campeonatos del Mundo
| Carrera         | Carrera         | 1984 | 1985 | 1986 | 1987 | 1988 | 1989 | 1990 | 1991 | 1992 | 1993  | 1994 | 1995  | 1996 |
| --------------- | --------------- | ---- | ---- | ---- | ---- | ---- | ---- | ---- | ---- | ---- | ----- | ---- | ----- | ---- |
|                 | Giro de Italia  | —    | —    | 45.º | 10.º | —    | —    | —    | —    | 92.º | 89.º  | —    | —     | —    |
|                 | Tour de Francia | —    | 10.º | 23.º | 74.º | 4.º  | 15.º | 27.º | 97.º | Ab.  | 101.º | Ab.  | 101.º | —    |
|                 | Vuelta a España | —    | —    | —    | —    | —    | —    | —    | —    | —    | —     | —    | —     | —    |
| Mundial en Ruta | Mundial en Ruta | 3.º  | 20.º | 69.º | 13.º | Exp. | 13.º | 19.º | Ab.  | Ab.  | —     | Ab.  | —     | —    |

—: no participa

Ab.: abandono

Ex.: expulsado

## Equipos
- Mengoni (1984)
- La Vie Claire (1985-1986)
- Toshiba (1987)
- Weinmann-La Suisse (1988)
- Helvetia-La Suisse (1989)
- 7 Eleven-Hoonved (1990)
- Motorola (1991-1995)
- Saturn (1996)